# Ademir Ragazzi
Ademir Ragazzi (Castelo, 29 de abril de 1946) é sacerdote da Igreja Católica, ordenado em 21 de dezembro de 1975 e ex-político brasileiro.
Pertenceu à Congregação de São Francisco de Sales (Salesianos) sendo diretor do Colégio Salesiano Dom Helvécio em Ponte Nova no período de 1982 a 1986 e foi, durante o período entre 1992 e 1994, prefeito da cidade.
Após denúncias de desvio de dinheiro público, foi cassado e passou o cargo a seu vice Carlos Jardim de Rezende. Atualmente pertence ao clero da Arquidiocese de Belo Horizonte. Foi pároco de São Francisco de Assis da Pampulha e, desde 2017, é vigário da Paróquia Nossa Senhora Rainha da Paz, no bairro Cachoeirinha. É ainda, capelão do Cemitério Bosque da Esperança. Padre Ademir trabalha também na Ação Social e Política Arquidiocesana, ASPA, sendo também vigário episcopal para Ação Social e Política da Arquidiocese de Belo Horizonte.